# 石像寺

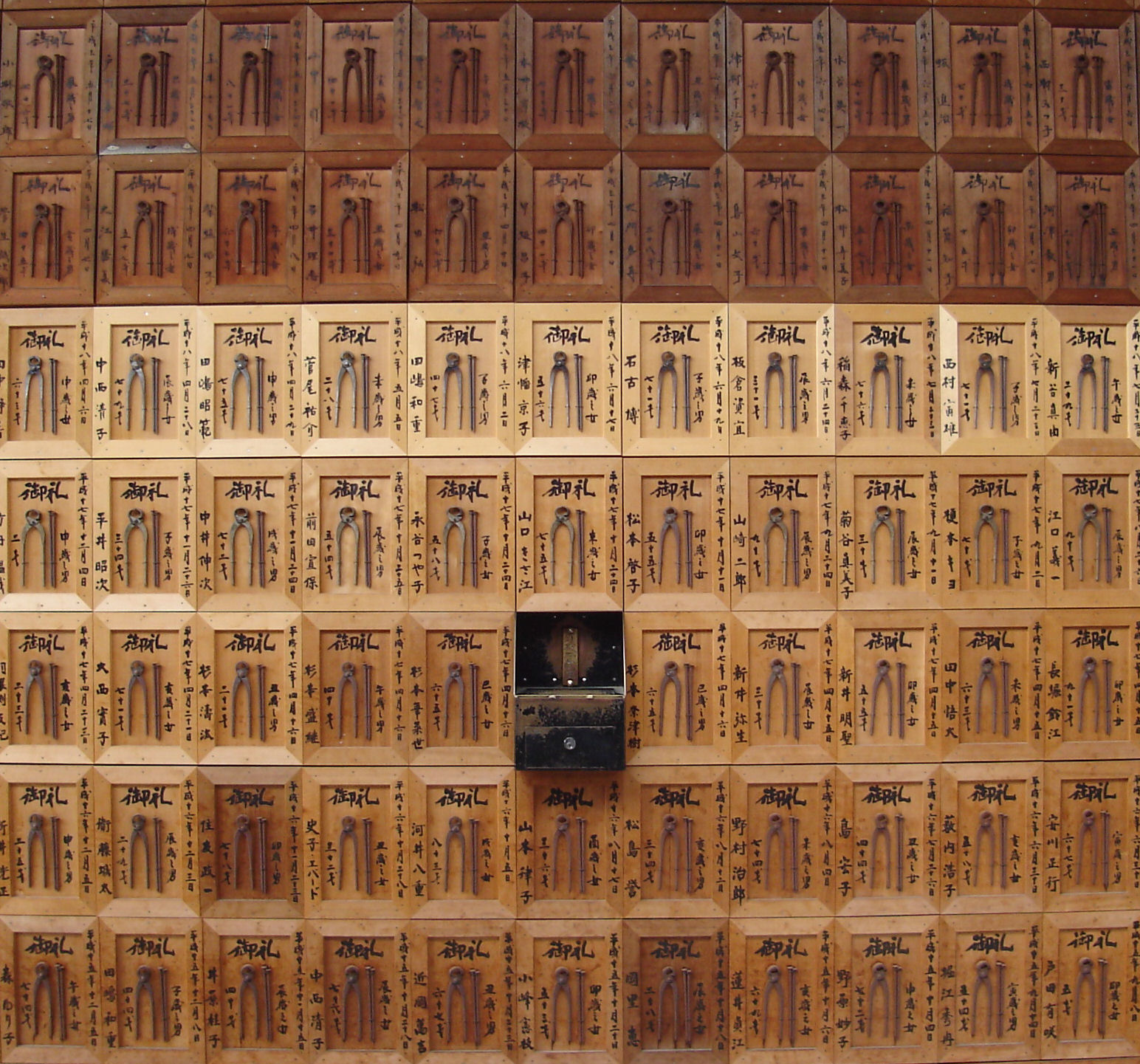
本堂の釘抜の絵馬

石像寺（しゃくぞうじ）は、京都市上京区にある浄土宗の寺院。山号は家隆山（かりゅうざん）。本尊は地蔵菩薩（釘抜地蔵）。詳名は家隆山光明遍照院石像寺（かりゅうざん こうみょうへんじょういん しゃくぞうじ）という。地元では通称の釘抜地蔵（くぎぬきじぞう）で知られている。

## 歴史
寺伝では空海（弘法大師）により弘仁10年（819年）に真言宗寺院として創建されたという。
その後衰微していたが、鎌倉時代に俊乗坊重源により、浄土宗の寺院に改められて再興された。そして、藤原家隆が入寺したことから後に山号は藤原家隆から名をとって家隆山とした。
その後、再び衰退したが慶長19年（1614年）に西蓮社厳誉上人が再興したという。
当寺の本尊は空海が唐から持ち帰ったという石に自ら刻んだとする地蔵菩薩である。この地蔵は苦しみを抜き取るということから苦抜（くぬき）地蔵と呼ばれ、それがなまって室町時代には釘抜地蔵と呼ばれるようになった。
享保15年（1730年）の西陣焼けで焼失するが、再建された。

### 釘抜地蔵の伝説
「釘抜地蔵」のいわれについては、次のような伝説がある。室町時代の弘治2年（1556年）頃、紀ノ国屋道林という商人がいた。彼は両手に激しい痛みを感じていたが、どんな治療を施しても効き目がなかった。そこで霊験あらたかな石像寺の地蔵菩薩に7日間の願かけをしたところ、満願の日の夢に地蔵菩薩が現れた。地蔵菩薩は「お前の苦しみの原因は、前世において人をうらみ、呪いの人形（ひとがた）を作ってその手に八寸釘を打ち込んだことにある」と告げ、呪いの人形から抜き取った八寸釘を道林に示して見せた。道林が夢から覚めると、両手の痛みはすっかり消えていた。そして、石像寺に参詣すると、本尊地蔵菩薩の前には血に染まった2本の八寸釘が置かれていたという。

## 境内
寺は西陣地区の東方に位置し、千本通りに面した境内西側に門を開く。
- 本堂 - 本堂の外壁には苦しみから解放された人々が奉納した、実物の八寸釘と釘抜きを貼り付けた絵馬が多数貼られている。これらは前述の釘抜地蔵の伝説に関係するものである。なおここでの釘抜きとはバールのことではなく、はさんで抜くやっとこに近い道具のことである。
- 釘抜きのモニュメント - 1964年（昭和39年）に堂本印象が母の病気回復祈願のために奉納したもの。
- 阿弥陀堂
- 地蔵堂
- 玉姫大明神社
- 庫裏
- 大師堂（観音堂）
- 加持水 - 弘法大使三井（さんせい）の一つという。
- 藤原定長（寂蓮）供養塔
- 藤原家隆供養塔
- 藤原定家供養塔
- 藤原為家供養塔
- 中門
- 山門

## 文化財

### 重要文化財
- 石造阿弥陀如来及び両脇侍像・石造弥勒仏立像 - 本堂背後の阿弥陀堂に安置。定印（じょういん、膝上で両手を組む）を結ぶ阿弥陀如来坐像の左右に脇侍の観音菩薩・勢至菩薩像が立つ。花崗岩製で、阿弥陀像の像高91.5cm、両脇侍像の像高は約103cm。各像の光背にはそれぞれの像に対応する種子（各尊を梵字1字で象徴的に表したもの）を刻む。中尊光背裏の銘により、伊勢権守佐伯朝臣為家なる人物が願主となって元仁2年（1225年）に完成したことがわかる。制作年の明らかな鎌倉時代の石造彫刻の基準作として貴重である[4]。堂内向かって右に立つ弥勒仏像は2010年（平成22年）に追加指定された[5]。一つの石から掘り出した石仏としては日本最古である。

## 前後の札所
洛陽四十八願所地蔵
15 智恵光院　-　16 石像寺　-　17 上品蓮台寺
通称寺の会（釘抜地蔵）

## 所在地
- 京都市上京区千本通上立売上ル花車町503番地